# Nicrophorus quadrimaculatus
Nicrophorus quadrimaculatus là một loài bọ cánh cứng trong họ Silphidae được miêu tả bởi Matthews in 1888.